# Fircrest (Washington)
Fircrest es una ciudad ubicada en el condado de Pierce en el estado estadounidense de Washington. En el año 2000 tenía una población de 6.278 habitantes y una densidad poblacional de 1.451,5 personas por km².

## Geografía
Fircrest se encuentra ubicada en las coordenadas 47°13′54″N 122°30′51″O / 47.23167, -122.51417.

## Demografía
Según la Oficina del Censo en 2000 los ingresos medios por hogar en la localidad eran de $54.912, y los ingresos medios por familia eran $61.611. Los hombres tenían unos ingresos medios de $46.611 frente a los $32.232 para las mujeres. La renta per cápita para la localidad era de $27.244. Alrededor del 5,9% de la población estaban por debajo del umbral de pobreza.